# Бронсон, Джозайя
Джозайя Эзекия Бронсон (англ. Josiah Hexekiah Bronson; род. 3 июля 1997, Ковингтон, Вашингтон) — профессиональный американский футболист, выступающий на позиции тэкла защиты в клубе НФЛ «Майами Долфинс». На студенческом уровне играл за команду Вашингтонского университета.

## Биография
Джозайя Бронсон родился 3 июля 1997 года в Ковингтоне в штате Вашингтон. Один из трёх сыновей в семье. Его старший брат Джон профессиональный футболист, играл в НФЛ в составе клуба «Аризона Кардиналс». Бронсон учился в старшей школе Кентвуд, в составе её футбольной команды играл на позициях ди-энда и тайт-энда, был её капитаном. Входил в состав сборной звёзд региона по версии газеты The Seattle Times. Играл в баскетбол.

### Любительская карьера
Осенью 2015 года Бронсон поступил в университет Темпл, но до старта сезона получил травму и провёл его в статусе освобождённого игрока. В 2016 году он также не играл, после чего перевёлся в Вашингтонский университет. Первый после перехода сезон Бронсон пропустил, в результате в турнире NCAA он дебютировал только в 2018 году.
В своём первом сезоне в Вашингтоне Бронсон сыграл двенадцать матчей. Перед началом турнира 2019 года он закрепился в стартовом составе и получил спортивную стипендию. За сезон он сыграл тринадцать матчей, став вместе с командой победителем Лас-Вегас Боула. В 2020 году Бронсон получил от NCAA разрешение провести ещё один сезон в колледже. В сокращённом из-за пандемии COVID-19 турнире он сыграл в четырёх матчах.

#### Статистика выступлений в NCAA
| Сезон | Команда          | Игры | Захваты | Захваты | Захваты | Захваты | Захваты | Перехваты | Перехваты | Перехваты | Перехваты | Перехваты | Фамблы | Фамблы | Фамблы | Фамблы |
| Сезон | Команда          | Игры | Solo    | Ast     | Tot     | Loss    | Sk      | Int       | Yds       | Y/R       | TD        | PD        | FR     | Yds    | TD     | FF     |
| ----- | ---------------- | ---- | ------- | ------- | ------- | ------- | ------- | --------- | --------- | --------- | --------- | --------- | ------ | ------ | ------ | ------ |
| 2015  | Темпл Оулс       | —    | —       | —       | —       | —       | —       | —         | —         | —         | —         | —         | —      | —      | —      | —      |
| 2016  | Темпл Оулс       | —    | —       | —       | —       | —       | —       | —         | —         | —         | —         | —         | —      | —      | —      | —      |
| 2017  | Вашингтон Хаскис | —    | —       | —       | —       | —       | —       | —         | —         | —         | —         | —         | —      | —      | —      | —      |
| 2018  | Вашингтон Хаскис | 12   | 6       | 5       | 11      | 1,0     | 1,0     | 0         | 0         | 0,0       | 0         | 0         | 0      | 0      | 0      | 0      |
| 2019  | Вашингтон Хаскис | 13   | 16      | 7       | 23      | 4,0     | 2,0     | 0         | 0         | 0,0       | 0         | 0         | 0      | 0      | 0      | 0      |
| 2020  | Вашингтон Хаскис | 4    | 3       | 5       | 8       | 0,5     | 0,0     | 0         | 0         | 0,0       | 0         | 0         | 1      | 0      | 0      | 0      |
| Всего | Всего            | 29   | 25      | 17      | 42      | 5,5     | 3,0     | 0         | 0         | 0,0       | 0         | 0         | 1      | 0      | 0      | 0      |

### Профессиональная карьера
На драфте НФЛ 2021 года Бронсон выбран не был. В статусе свободного агента он подписал контракт с клубом Нью-Орлеан Сэйнтс. Обозреватель Sports Illustrated Боб Роуз отмечал, что он испытывает трудности в игре на открытом пространстве, плохо меняет направление движения и недостаточно быстр, но эффективен против выносной игры.
В составе «Сэйнтс» он сыграл шесть матчей, оставаясь игроком ротации среди линейных защиты. В середине декабря клуб выставил его на драфт отказов, после чего Бронсон перешёл в «Кливленд Браунс». За новую команду он сыграл один матч и 30 декабря был отчислен. В январе 2022 года Бронсон был зачислен в тренировочный состав «Далласа».
Во время сокращения составов перед стартом регулярного чемпионата 2022 года «Даллас» отчислил Бронсона, через неделю он стал игроком тренировочного состава «Майами Долфинс».

#### Статистика выступлений в НФЛ

##### Регулярный чемпионат
| Сезон | Команда           | Игры | Захваты | Захваты | Захваты | Захваты | Захваты | Перехваты | Перехваты | Перехваты | Перехваты | Перехваты | Фамблы | Фамблы | Фамблы | Фамблы |
| Сезон | Команда           | Игры | Solo    | Ast     | Tot     | Loss    | Sk      | Int       | Yds       | Y/R       | TD        | PD        | FR     | Yds    | TD     | FF     |
| ----- | ----------------- | ---- | ------- | ------- | ------- | ------- | ------- | --------- | --------- | --------- | --------- | --------- | ------ | ------ | ------ | ------ |
| 2021  | Нью-Орлеан Сэйнтс | 6    | 7       | 4       | 11      | 1       | 0,0     | 0         | 0         | 0,0       | 0         | 0         | 0      | 0      | 0      | 0      |
| 2021  | Кливленд Браунс   | 1    | 1       | 0       | 1       | 0       | 0,0     | 0         | 0         | 0,0       | 0         | 0         | 0      | 0      | 0      | 0      |
| Всего | Всего             | 7    | 8       | 4       | 12      | 1       | 0,0     | 0         | 0         | 0,0       | 0         | 0         | 0      | 0      | 0      | 0      |

* На 25 октября 2022 года